# Саварня
Саварня — упразднённый погост в Вязниковском районе Владимирской области России.

## География
Урочище находится в северо-восточной части области, в зоне хвойно-широколиственных лесов, в пределах Волжско-Окского междуречья, к югу от автодороги М7, на расстоянии 23 километров (по прямой) к западу от города Вязники, административного центра района.

### Климат
Климат характеризуется как умеренно континентальный. Средняя температура воздуха самого холодного месяца (января) — −11,1 °C (абсолютный минимум — −48 °С), средняя максимальная температура воздуха (июля) — +23,3 °С (абсолютный максимум — +37 °С). Годовое количество атмосферных осадков составляет около 607 мм, из которых 413 мм выпадает в период с апреля по октябрь.

## История
В «Списке населенных мест Владимирской губернии по сведениям 1859 года» населённый пункт упомянут как погост Вязниковского уезда, расположенный в 25 верстах от уездного города. В погосте насчитывалось 3 двора и проживал 21 человек (8 мужчин и 13 женщин).
По состоянию на 1905 год, в Саварне имелось 5 дворов и проживало 15 человек. В административном отношении погост входил в состав Сарыевской волости.
По данным 1926 года в поселении имелось 4 хозяйства (в том числе 3 крестьянских) и проживало 24 человека (9 мужчин и 15 женщин). Являлся частью Симонцевского сельсовета.

## Богородице-Рождественская церковь
Действовала православная церковь во имя Рождества Пресвятой Богородицы, которая упоминается уже в источниках 1623 года. В 1721—1724 годах была построена вторая тёплая церковь во имя Казанской иконы Божьей Матери. Обе деревянные церкви полностью сгорели в пожаре 1750 года. В 1753 году был возведён новый деревянный Богородице-Рождественский храм, освящённый в 1754 году. В 1781—1785 годах была построена ещё одна тёплая церковь во имя Владимирской иконы Божьей Матери.
В 1823 году вместо старых деревянных церквей было начато строительство нового каменного двухпрестольного храма, освящённого лишь в 1848 году. В 1898 году к приходу храма относилось 1139 человек, проживавших в 11 окрестных селениях. В период с 1872 по 1896 годы при церкви функционировала женская народная школа, перемещённая в 1896 году в деревню Мокрово.